# Robin Warren
John Robin Warren (Adelaide, 1937. június 11. – 2024. július 23.) ausztrál patológus, mikrobiológus. 2005-ben Barry Marshallal közösen elnyerte az orvostudományi Nobel-díjat, mert felfedezték, hogy a gyomorfekélyt az addigi vélekedéssel ellentétben nem a stressz vagy a fűszeres ételek, hanem a Helicobacter pylori baktérium okozza.

## Tanulmányai
Roger Warren borász és Helen Warren ápolónő első gyermekeként és ötödik generációs ausztrálként született; ősei 1840-ben vándoroltak be Aberdeenből. Robin anyja orvos szeretett volna lenni, de családjának anyagi helyzete nem tette lehetővé az egyetemi oktatást; az ő befolyásának is része volt abban, hogy Robin az orvosi pályát választotta. Bár a 30-as évek gazdasági válsága miatt nélkülözniük kellett, apja idővel az ország egyik vezető borászává vált. 
Robin a helyi Westbourne Park Schoolban végezte el az elemi iskolát, a középiskolát pedig Adaleide St Peter’s College-ében, ahová apja és nagyapja is járt, és ahol a fizikai és orvosi Nobel-díjakat kapott William Lawrence Bragg és Howard Florey is járt. Diákként kedvenc időtöltése a biciklizés és a fotózás volt; ekkor derült ki az is, hogy epilepsziás. Miután 1954-ben érettségizett, nemzetközösségi ösztöndíjjal az Adalaide-i Egyetem orvosi szakán folytatta tanulmányait.

## Munkássága
Orvosi diplomáját 1961-ben kapta meg, majd az Adelaide-i Királyi Kórházban végezte gyakorlatát. Ekkor került kapcsolatba a patológiával, miután a pszichiátriára nem vették fel. Munkája elsősorban vérkenetek, bőr- és székletminták paraziták utáni mikroszkópos vizsgálatából állt.      
A kötelező gyakorlatok elvégzése után az egyetem patológiai tanszékére vették fel ideiglenes előadóként. Röviddel ezután feleségével és újszülött gyerekével együtt Melbourne-be költöztek, ahol az ottani egyetemi kórház jóval nagyobb volt és jobb tanulmányi és előmeneteli lehetőséget biztosított. Warren négy évet töltött a városban, amelynek végére megszerezte patológusi szakvizsgáját.     
Ezután a Pápua Új-Guinea-i Port Moresby-ben keresett állást, hogy megismerje a trópusi betegségeket, de a politikai problémák miatt (az ország függetlenségének elismerése még nem volt végleges) végül inkább 1968 januárjában a perthi Nyugat-ausztráliai Egyetem kórházában vállalt munkát. Warren végül egész pályafutása során, egészen 1999-es nyugdíjazásáig a Perthi Királyi Kórháznál maradt.     

### A gyomorfekély új kóroka

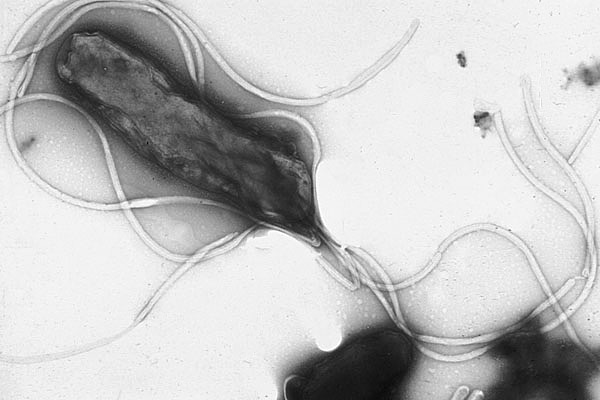
Helicobacter pylori elektronmikroszkópos képe

Kórházi patológusként Warren az 1970-es években egyre gyakrabban találkozott gyomorfekélyes esetekkel. Az akkori általános vélekedés szerint a betegséget a stressz vagy fűszeres ételek által okozott gyomorsav-túltengés váltotta ki. 1979-ben, állítása  szerint éppen a 42. születésnapján egy fekélyes gyomorbiopszián spirál alakú baktériumokat vett észre. Ezután keresni kezdte a mintákban a baktériumokat és rájött, hogy a fekélyes esetek nagy hányadában jelen vannak, míg az egészséges gyomorból többnyire hiányoznak.
1981-ben segítséget kapott munkájához, a szakorvosi vizsgájára készülő Barry Marshall személyében. Marshall lelkesen vett részt a kutatásban még azután is, hogy képesítésének megszerzése után a szintén perthi Fremantle Kórházban talált állást. 1983-ban megjelentették közös közleményüket a gyomorfekély kórokozójáról, de a tudományos közvélemény szkeptikusnak mutatkozott, sokan kétségbe vonták, hogy a baktérium tényleg életben marad a gyomor savas közegében, vagy ha ott van, az okozza a tüneteket. Mashall végül egy önkísérlettel bizonyította be, hogy a Helicobacter pylorinak keresztelt baktérium tényleg képes gyomornyálkahártya-gyulladást okozni és hogy a betegség antibiotikumokkal jól kezelhető.
Warren és Marshall tovább gyűjtötte az adatokat és kidolgoztak egy tesztet is, amellyel szövettani mintavétel nélkül, a kilélegzett levegőből meg lehetett állapítani a bakteriális fertőzést. Warren azt is kimutatta, hogy antibiotikum nélkül a gyomorfekélyek a legtöbb esetben kiújulnak. Hosszas munkájuk eredményeképpen az 1990-es évek elejére fogadta el az orvosközvélemény, hogy a gyomor- és nyombélfekély egy fertőzés eredménye. Warrent 1996-ban Japánba, utána pedig Németországba hívták, hogy előadásá-sorozatban ismertessék eredményeiket.
2005-ben Robin Warren és Barry Marshall elnyerte a fiziológiai és orvostudományi Nobel-díjat, mert "felfedezték a Helicobacter pylori baktériumot és szerepét a gyomorhurut és gyomorfekély kialakulásában".

## Elismerései
- 1994 Warren Alpert-díj

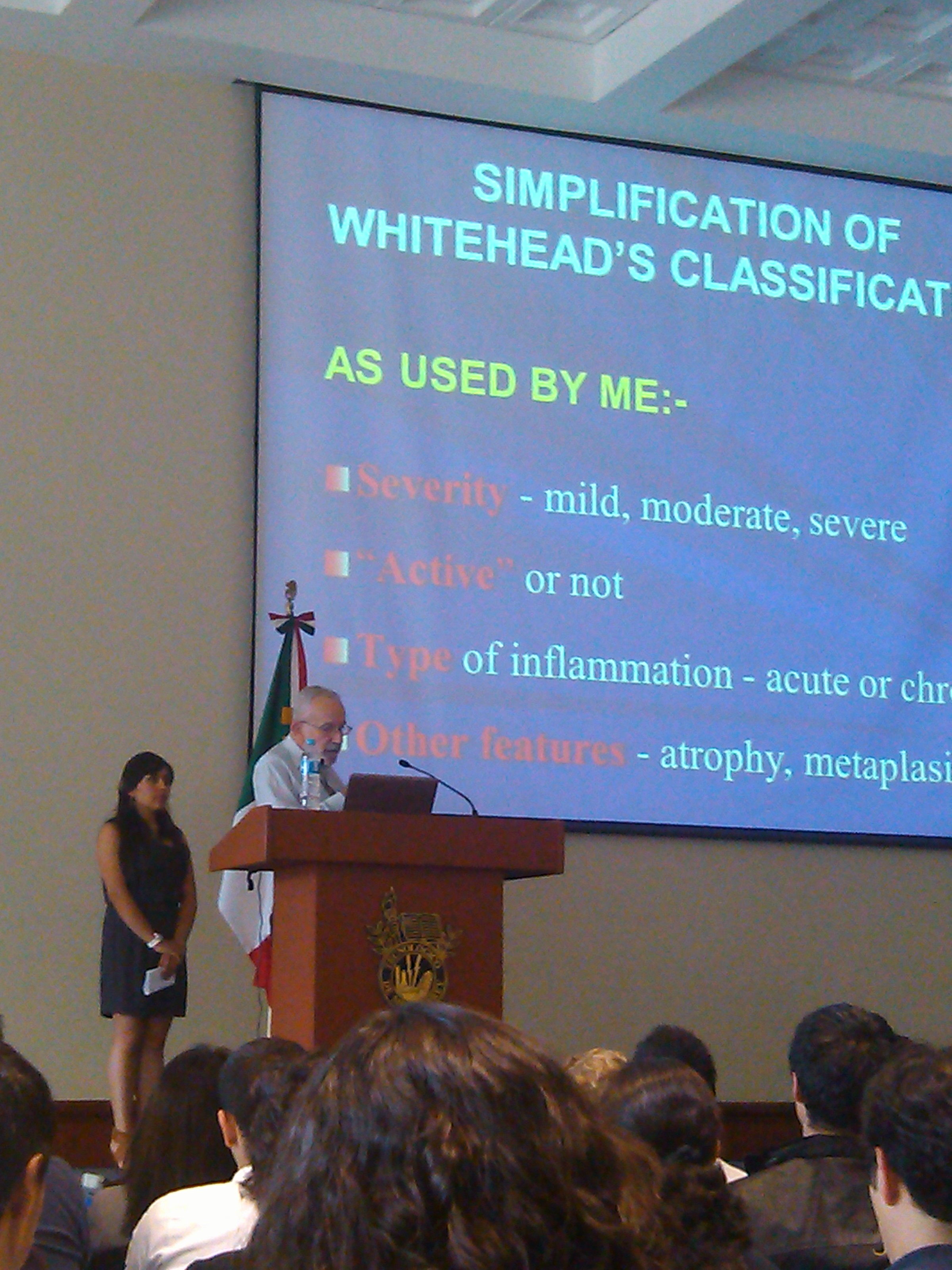
Robin Warren Mexikóvárosban (2012)

- 1995 az Ausztrál Orvostudományai Társaság díja
- 1995 az Ausztrálázsiai Patológusok Királyi Kollégiumának díja
- 1996 a Hirosimai Egyetem érme
- 1997 Paul Ehrlich-díj (Németország)
- 1998 Howard Florey Centenáriumi Érem
- 2005 Fiziológiai és orvostudományi Nobel-díj
- 2007 Ausztrália Rendje

A Nyugat-ausztráliai Egyetem 1997-ben díszdoktori címet adományozott neki.   

## Családja
Warren orvostanhallgatóként ismerkedett meg leendő feleségével, a szülészorvosnak tanuló Winifred Williams-szel. Öt gyerekük született: John, David, Patrick és William (ikrek), valamint Rebecca Warren. Felesége 1997-ben hasnyálmirigyrák következtében meghalt és Warren ekkor döntött úgy, hogy nyugdíjba vonul.  